# Conférence de Lausanne (1922)
Pour les articles homonymes, voir Conférence de Lausanne.

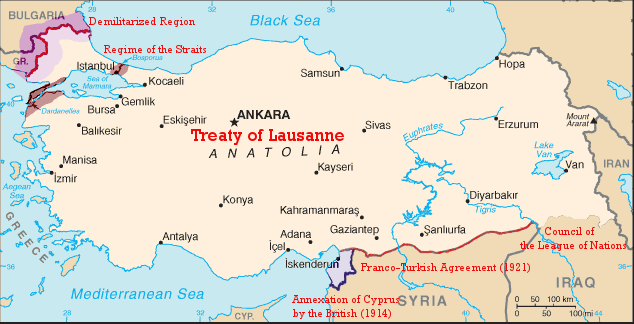
carte de la Turquie de 1923.

La Conférence de Lausanne, dite aussi Conférence de Lausanne sur les affaires du Proche-Orient (1922 / 1923) est une conférence tenue à Lausanne, en Suisse. Son but était la négociation d'un traité pour remplacer le traité de Sèvres, qui, sous le nouveau gouvernement de Mustafa Kemal Atatürk, n'était plus reconnu par la Turquie. Elle a abouti au traité de Lausanne.

## Historique
La Conférence a eu lieu en deux parties : du 21 novembre 1922 au 4 février 1923 et du 23 avril 1923 au 24 juillet 1923.
C'est en marge de cette réunion internationale que l'impérialiste Moritz Conradi a assassiné le 10 mai 1923 le diplomate soviétique Vaclav Vorowsky.